# Ефект Каутського

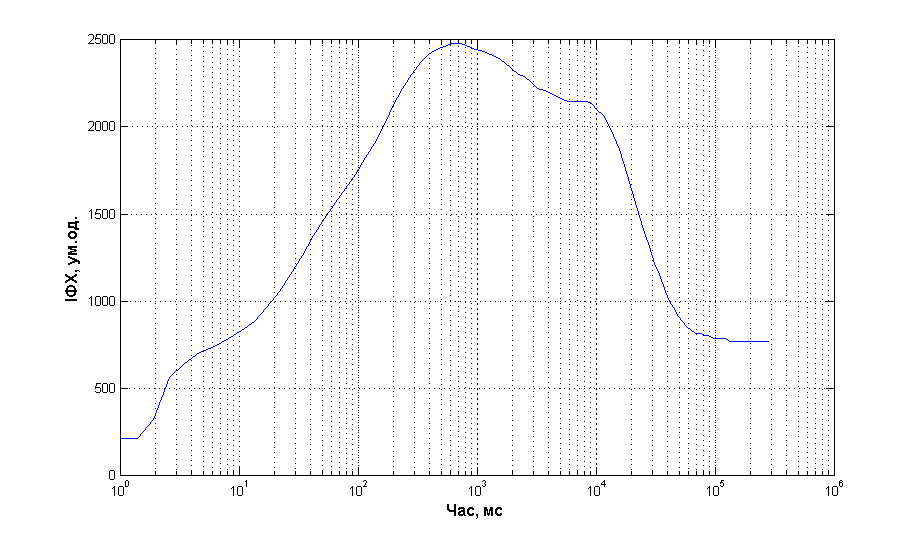
ІФХ листа каланхое (час вимірювання = 5 хвилин)

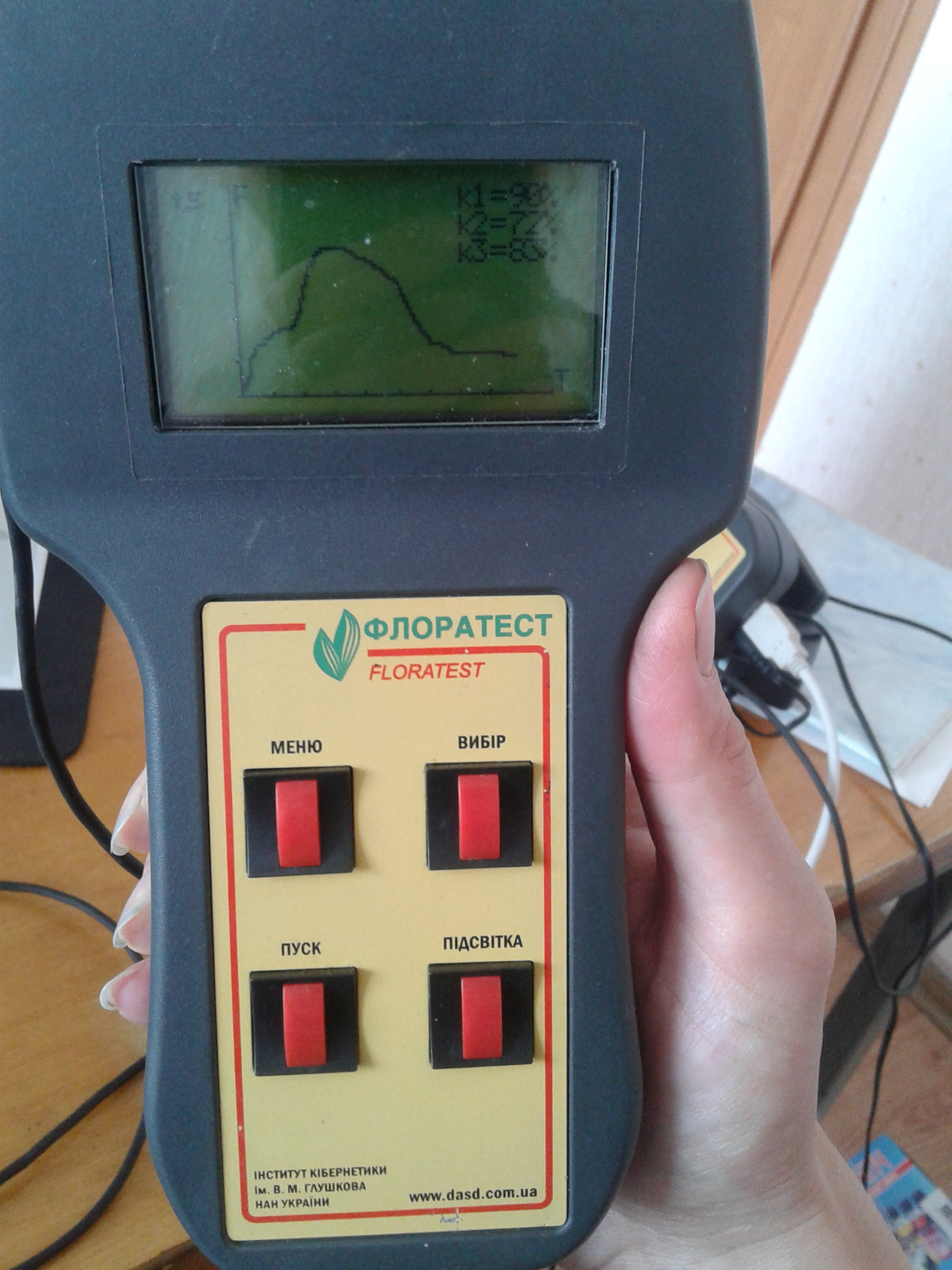
Прилад "Флоратест"

Ефект Каутського (індукція флуоресценції хлорофілу, англ. Kautsky effect,  fluorescence transient, fluorescence induction) — явище зміни світіння хлорофілу, яке виникає при тривалому освітленні попередньо адаптованого до темряви листка рослини. Інтенсивність сигналу флуоресценції спочатку різко зростає, а згодом поступово знижується.
Залежність інтенсивності флуоресценції хлорофілу від часу після початку освітлення відома як індукційна крива або ж крива індукції флуоресценції хлорофілу. Крива чутлива до змін, які відбуваються у фотосинтетичному апараті при адаптації до різних умов навколишнього середовища, тому ефект Каутського використовують при вивченні фотосинтезу.
Виміряти індукційну криву флуоресценції можна за допомогою спеціальних приладів — флуорометрів. 
Одним із вітчизняних приладів є прилад «Флоратест», що був розроблений в Інституті кібернетики ім. В. М. Глушкова НАН України.